# Стотра
Сто́тра (санскр. स्तोत्र, IAST: stotra «хвала») — древнеиндийский гимн-восхваление, образец панегиристической литературы Индии.
Стотра постоянно применялась в ведийском ритуале. С этой точки зрения её можно обозначить как «песнь» удгатара и его помощников, в противоположность шастре, или «рецитации» хотара и его ассистентов. Поэтому большая часть ведийских стотр находится в «Уттарарчике» («Уттарагандхе»), второй части Сама-веды. Слово «стотра» довольно часто сохраняет этот свой специальный смысл в поздневедийской литературе и брахманах.
Сейчас стотры являются разновидностью популярной религиозной литературы, не основанной на строгих правилах как другие индуистские писания, такие как Веды. Они доступны каждый день для использования в ритуальных целях главе семьи.
Одна разновидность стотры представляет собой воспевание множества имён бога. В эту категорию стотр попадает Сахасранама, которая является перечислением имён божества. К примеру, Вишну-сахасранама содержит тысячу имён Вишну.